# Camille (film, 1926)
Pour les articles homonymes, voir Camille.
Ne doit pas être confondu avec Camille (court métrage, 1926).
Pour plus de détails, voir Fiche technique et Distribution.
Camille est un film américain réalisé par Fred Niblo, sorti en 1926.
Le film est une adaptation du roman et de la pièce La Dame aux camélias d'Alexandre Dumas fils.

## Fiche technique
- Titre : Camille
- Réalisation : Fred Niblo, assisté de Bruce Humberstone
- Scénario : Fred de Gresac, George Marion Jr. d'après Alexandre Dumas fils
- Photographie : Oliver T. Marsh
- Musique : William Axt
- Costumes : Alice O'Neill
- Société de production : Norma Talmadge Film Corporation
- Société de distribution : First National Pictures
- Format : Noir et blanc — 35 mm — 1,37:1 — Son : Mono
- Genre : Film dramatique
- Durée : 108 minutes

## Distribution
- Norma Talmadge : Marguerite Gautier,Camille
- Gilbert Roland : Armand
- Lilyan Tashman : Olympe
- Rose Dione : Prudence
- Oscar Beregi, Sr. : Conte de Varville
- Harvey Clark : Le Baron
- Helen Jerome Eddy : domestique
- Alec B. Francis : le Duc
- Albert Conti : Henri
- Michael Visaroff : le père de Camille
- Evelyn Selbie : la mère de Camille
- Etta Lee
- Maurice Costello